# Petén Itzá
Lago Petén Itzá je jezero na severu Guatemaly v jejím departementu Petén. Rozloha jezera je 99 km², což ho řadí na třetí místo mezi guatemalskými jezery - po Izabalu a Atitlánu. Má výrazně podlouhlý tvar ve směru západ-východ. Maximální hloubka je 160 m, hladina vody je v nadmořské výšce 110 metrů nad hladinou moře. Hlavní město departementu Flores se rozkládá na ostrově na jihozápadě jezera. Tento ostrov je spojen s obcemi Santa Elena a San Benito na jižním břehu jezera pomocí uměle vybudovaného náspu. V okolí jezera je poměrně zachovaná původní fauna a flora, navíc se zde nacházejí mayská naleziště, což z celého regionu činí atraktivní turistikou oblast.